# رینگولد (نبراسکا)
رینگولد (به انگلیسی: Ringgold) یک منطقهٔ مسکونی در ایالات متحده آمریکا است که در شهرستان مک‌فرسون، نبراسکا واقع شده‌است. رینگولد ۹۶۸٫۰۶ متر بالاتر از سطح دریا واقع شده‌است.